# Petroica de ventre canyella
La petroica de ventre canyella (Poecilodryas cerviniventris) és un ocell de la família dels petròicids (Petroicidae).

## Hàbitat i distribució
Habita els boscos i matolls del nord-oest i nord d'Australia